# Metacomet

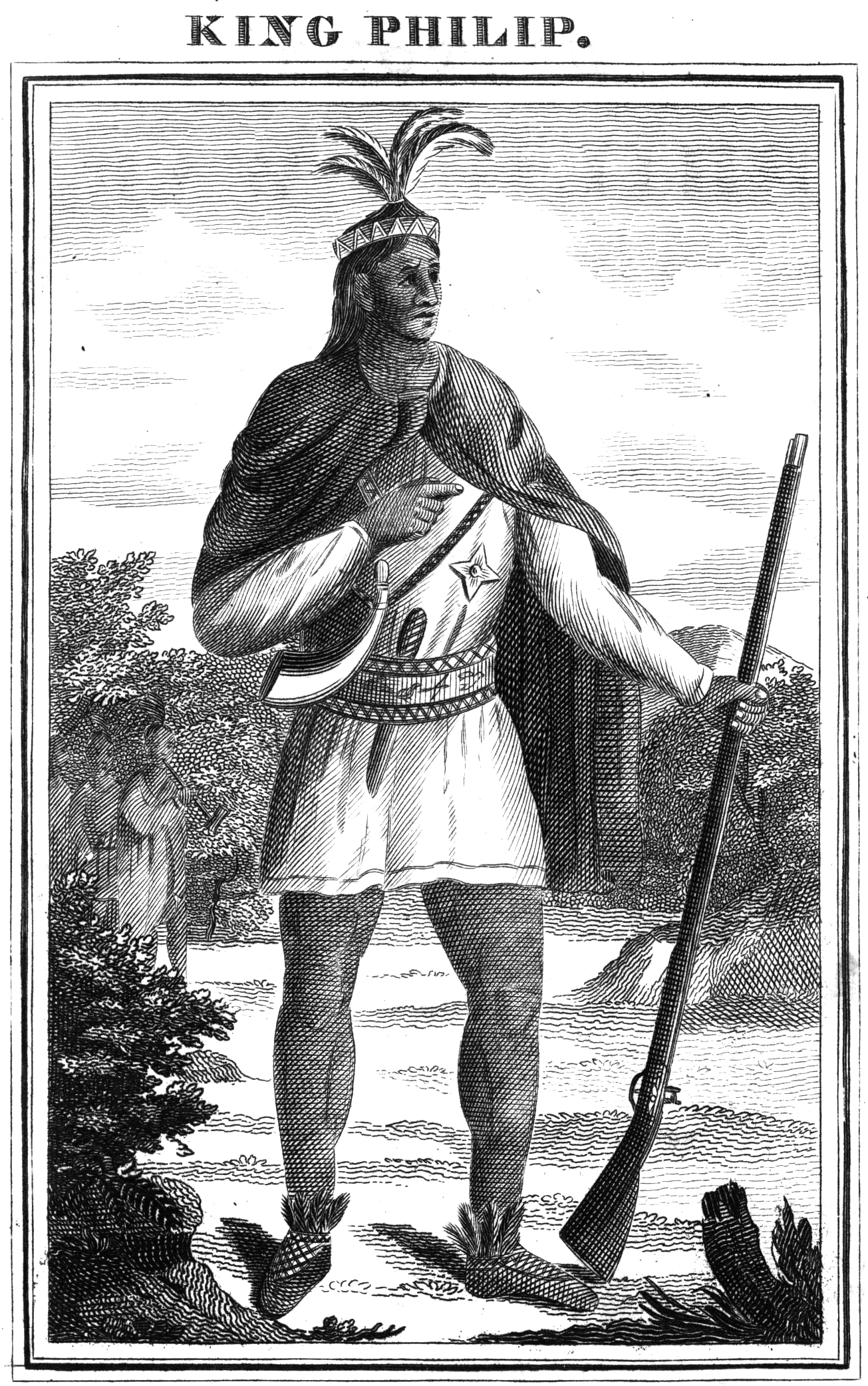
Metacomet o Rey Felipe

Metacomet (c. 1639-12 de agosto de 1676), también conocido como King Philip («Rey Felipe»), fue un jefe guerrero amerindio o sachem de la tribu Wampanoag, que los lideró  durante la guerra del Rey Felipe.
Era hijo de Massassoit y hermano de Wamsutta, sucediéndolo en 1662. En 1671 firmó el tratado de Taunton como muestra de buena voluntad para con los blancos. Pero debido a que los europeos se multiplicaron y empezaron a invadir territorios indígenas, se alió a los Narragansett, Nipmuc y Pennacook, declarando la Guerra del Rey Felipe en 1675, en la cual 12.000 amerindios atacaron 50 de los 90 poblados de los blancos, destruyendo 9 de ellos y matando mil colonos, pero finalmente fueron derrotados con el sitio de Swansea y su tribu fue prácticamente exterminada. Metacomet fue hecho prisionero y ejecutado en agosto de 1676, siendo su cabeza expuesta en un palo y su familia deportada como esclavos a las Antillas.